# Dictyocladium flabellum
Dictyocladium flabellum is een hydroïdpoliep uit de familie Sertulariidae. De poliep komt uit het geslacht Dictyocladium. Dictyocladium flabellum werd in 1904 voor het eerst wetenschappelijk beschreven door Nutting. 